# مری شلی
مری وُلْستونکْرافت شِلی (به انگلیسی: Mary Wollstonecraft Shelley، UK: ‎/ˈwʊlstənkrɑːft/‎) née گادوین (۳۰ اوت ۱۷۹۷ – ۱ فوریه ۱۸۵۱) رمان‌نویس، نویسندهٔ داستان‌های کوتاه و سفرنامه‌نویس اهل انگلستان است. شناخته‌شده‌ترین اثر او رمان گوتیک «فرانکنشتاین؛ یا پرومته نوین» (۱۸۱۸) است که یکی از نخستین نمونه‌های ادبیات علمی-تخیلی محسوب می‌شود. شلی آثار شوهرش پرسی بیش شلی (شاعر و فیلسوف رومانتیک) را نیز ویراستاری می‌کرد.

## زندگی
مری در ۳۰ اوتِ ۱۷۹۷ در سامرس‌تاون در لندن متولد شد. پدر او ویلیام گادوین (فیلسوف سیاسی و روزنامه‌نگار) و مادرش مری ولستون‌کرافت (فیلسوف فمینیستی و نویسنده) بود. مادرش کمتر از یک ماه پس از به دنیا آوردن او درگذشت. پدر مری او را تربیت و تشویق کرد که به نظریات سیاسی آنارشیستی او بگراید. وقتی مری پنج ساله بود، پدرش با زنی به نام مری جین کلرمونت ازدواج کرد که مری رابطه خوبی با او نداشت.
مری در سال ۱۸۱۴ با پرسی بیش شلی که یکی از پیروان سیاسی پدرش و متأهل بود آشنا شد. مری و خواهرخوانده‌اش کلر کلرمونت، همراه با پرسی شلی به فرانسه و سفری اروپایی رفتند. وقتی به انگلستان بازگشتند، مری از پرسی باردار شده بود. طی دو سال بعد، مری و پرسی از جامعه طرد شدند و بدهکاری و مرگ دختر زودرسشان نیز وضع را برای آنها دشوارتر کرد. این دو بالاخره در سال ۱۸۱۶، پس از خودکشی همسر نخست پرسی شلی به نام هریت، با یکدیگر ازدواج کردند.
در تابستان ۱۸۱۶، مری و پرسی شلی دیدار مشهوری با لرد بایرون و جان ویلیام پولیدوری در نزدیکی شهر ژنو داشتند و اینجا بود که ایده رمان فرانکنشتاین به ذهن مری شلی خطور کرد. مری و پرسی شلی در ۱۸۱۸ انگلستان را به مقصد ایتالیا ترک کردند و آنجا سکنی گزیدند. مری شلی دومین و سومین فرزند خود را نیز از دست داد و در نهایت تنها فرزند بازمانده‌اش پرسی فلورانس شلی در ۱۸۱۹ متولد شد. در ۱۸۲۲، شوهرش پرسی شلی پس از گرفتارشدن در طوفان دریایی، غرق شد و درگذشت. یک سال بعد مری شلی به انگلستان بازگشت و از آن پس خود را وقف نویسندگی و بزرگ‌کردن تنها پسرش نمود. دهه آخر زندگی مری شلی به بیماری گذشت که به احتمال زیاد ناشی از تومور مغزی بوده است. او در سن ۵۳ سالگی درگذشت و در کلیسای سنت پیتر در بورنموث به خاک سپرده شد.
تا دهه ۱۹۷۰، مری شلی عمدتا به خاطر تلاش برای انتشار آثار شوهرش و رمان فرانکنشتاین شناخته می شد که هنوز هم خوانندگان بسیاری در جهان دارد و اقتباس‌های نمایشی و سینمایی متعددی از آن تهیه شده است. پژوهش‌های اخیر دید بسیار جامع‌تری نسبت به دستاوردهای مری شلی به ارمغان آورده‌اند. محققان علاقه و توجه فزاینده‌ای به آثار ادبی شلی به‌خصوص رمان‌های او نشان داده‌اند، از جمله دو رمان تاریخی او به نام‌های والپرگا (۱۸۲۳) و پرکین واربک (۱۸۳۰)، رمان آخرالزمانی به نام آخرین نفر (۱۸۲۶) و دو رمان آخر او لودور (۱۸۳۵) و فالکنر (۱۸۳۷). مطالعه بر روی برخی آثار او که کمتر شناخته شده‌اند، مانند سفرنامه ولگردی در آلمان و ایتالیا (۱۸۴۴) و جستارهای بیوگرافیک او درباره دیونیسیوس لاردنر (نویسنده ایرلندی مجموعه کتاب‌های دائرةالمعارف گنجه‌ای) این دیدگاه را تایید می‌کند که شلی در تمام عمرش دیدگاه سیاسی رادیکال داشته است. شلی اغلب در آثار خود استدلال می‌کند که همکاری و همدلی، خصوصا به شکلی که زنان در خانواده نشان می‌دهند، راهی برای اصلاح جامعه مدنی است. این دیدگاه در تقابل با خصلت‌های فردگرایانه و رمانتیکی قرار داشت که پرسی شلی در پی ترویج آن بود و نظریات سیاسی روشنگری که ویلیام گادوین (پدر مری شلی) تبیین کرده بود.

## آثار
فرانکشتاین نخستین بار در سال ۱۸۱۸ منتشر شد. مری شلی پس از بازگشت به انگلستان چندین داستان دیگر نوشت. داستان والپرگا (۱۸۲۳) که ماجرایی از زندگی در ایتالیای قرون وسطی را نقل می‌کند؛ مجموعهٔ آخرین نفر (۱۸۲۶) که در یک سه‌گانه داستان علمی-تخیلی دیگری را روایت می‌کند: قرن بیست و یکم است، بیماری طاعون نسل بشر را از بین برده‌است و تنها یک نفر باقی مانده‌است، «آخرین نفر».
مری شلی کتابی را با عنوان لودور در سال ۱۸۳۵ نوشت که در حقیقت به بیان زندگی شوهرش و دفاع از او اختصاص دارد. وی همچنین چندین سال از عمرش را صرف بازنویسی و تنظیم مجدد اشعار شوهرش کرد و سرانجام نیز مجموعه آثار وی را به چاپ سپرد.

### رمان
- فرانکشتاین (۱۸۱۸)
- ماتیلدا (۱۸۱۹) - رمان کوتاه
- آخرین نفر (۱۸۲۶) - در یک سه‌گانه داستان علمی-تخیلی دیگری را روایت می‌کند: قرن بیست و یکم است، بیماری طاعون نسل بشر را از بین برده‌ است و تنها یک نفر باقی مانده‌است، «آخرین نفر».
- والپرگا (۱۸۲۳)
- بخت و اقبال پرکین واربِک (۱۸۳۰)
- لودور (۱۸۳۵) - همچنین با نام «بیوه زیبا» نیز شناخته می‌شود.
- فالکنر (۱۸۳۷)

### داستان کوتاه
- یادبود

### سفرنامه
- تاریخ شش هفته‌ای (۱۸۱۷)
- وقایع بزرگ و فوق‌العاده
- ولگردی در آلمان و ایتالیا در سال‌های ۱۸۴۰، ۱۸۴۲ و ۱۸۴۳ (۱۸۴۴)

### شرح حال
- شرح زندگانی برجسته‌ترین ادبا و علما، بخشی از کتاب دائرةالمعارف گنجه‌ای، نوشته لاردنر